# Сен-Клеман (Алье)
Сен-Клема́н (фр. Saint-Clément) — коммуна во Франции, находится в регионе Овернь. Департамент коммуны — Алье. Входит в состав кантона Ле-Мейе-де-Монтань. Округ коммуны — Виши.
Код INSEE коммуны — 03224.

## Население
Население коммуны на 2008 год составляло 355 человек.
| 1962 | 1968 | 1975 | 1982 | 1990 | 1999 | 2008 |
| ---- | ---- | ---- | ---- | ---- | ---- | ---- |
| 373  | 489  | 417  | 346  | 328  | 330  | 355  |

## Экономика
В 2007 году среди 211 человек в трудоспособном возрасте (15—64 лет) 140 были экономически активными, 71 — неактивными (показатель активности — 66,4 %, в 1999 году было 61,7 %). Из 140 активных работали 121 человек (63 мужчины и 58 женщин), безработных было 19 (9 мужчин и 10 женщин). Среди 71 неактивных 10 человек были учениками или студентами, 35 — пенсионерами, 26 были неактивными по другим причинам.